# 30323 Anyam
30323 Anyam este un asteroid din centura principală de asteroizi.

## Descriere
30323 Anyam este un asteroid din centura principală de asteroizi. A fost descoperit pe 6 mai 2000 la Socorro, New Mexico, în cadrul proiectului LINEAR. Asteroidul prezintă o orbită caracterizată de o semiaxă mare de 2,28 ua, o excentricitate de 0,13 și o înclinație de 6,3° în raport cu ecliptica.